# エバルト項
エバルト項（エバルトこう Ewald term）は、バンド計算において、単位胞内の原子核（またはイオン芯）同士のクーロン相互作用を表す項。